# أحمد سيلا
أحمد سيلا (مواليد 10 مارس 1990) هو ممثل كوميدي وممثل فرنسي. حصل على إشادة لدوره في فيلم The Climb في عام 2017. تنحدر عائلة سيلا من السنغال. نشأ في نانت وبدأ يحب المسرح والكوميديا، بدافع من عائلته التي بدأت به.
يستمد أحمد سيلا إلهامه من أعمال لويس دي فونيس أو ريموند ديفوس أو كوليش. تعلم أيضًا من فنانين عالميين مثل الكنديين ميشيل كورتيمانشي، أو جيم كاري، من بين آخرين، الذين يعتمدون في روح الدعابة على لغة الجسد الفعالة التي يحبها بشكل خاص.

## روابط خارجية
- أحمد سيلا على موقع IMDb (الإنجليزية)
- أحمد سيلا على موقع روتن توميتوز (الإنجليزية)
- أحمد سيلا على موقع ألو سيني (الفرنسية)
- أحمد سيلا على موقع قاعدة بيانات الفيلم (الإنجليزية)
- أحمد سيلا على موقع كينوبويسك (الروسية)